# Ron Mueck
Ron Mueck (Melbourne, Australië, 1958) is een Australisch beeldhouwer, bekend van onder andere Pregnant Woman. Tegenwoordig werkt hij vanuit Engeland.
Ron Mueck maakt sinds 1996 hyperrealistische beelden in moderne materialen, combinaties van siliconen en fiberglas, bijvoorbeeld portretten van baby's, een hoogzwangere vrouw, een moeder met kind, van mensen in verschillende stadia van ouderdom en zelfportretten, maar niet in  dezelfde grootte: hij maakt beelden in diverse afmetingen, van minuscuul tot zeer groot. Daarbij gebruikt hij veel realistisch materiaal, bijvoorbeeld kippenvel, adertjes en haartjes.
Zijn Duitse ouders waren speelgoedmakers van beroep en emigreerden naar Australië. Door het speelgoed heeft hij zijn inspiratie verkregen. Zonder verdere opleiding deed hij zijn vaardigheden op door te werken als etalagist. Hij werd al snel een bevlogen technicus in de animatronica, het bewegen van poppen en andere modellen door middel van computers. Hiermee werkte hij mee aan verschillende kindertelevisieprogramma’s en films. In 1986 deed hij de special effects van Labyrinth, een fantasiefilm met David Bowie. In de film had hij zelfs een klein bijrolletje als de hoofdpoppenspeler en stem van Ludo. In 1990 begon hij een eigen productiehuis om modellen te maken voor de Europese reclamewereld.

## Tentoonstelling
Het werk van Mueck is zelden te zien in Nederland. Een beeld van Mueck is te zien in het Lisser Art Museum, en verder wordt Couple under an umbrella (2013) permanent tentoongesteld in Museum Voorlinden, als onderdeel van de collectie van Joop van Caldenborgh. In deze collectie bevindt zich nog ander werk (Big Baby II (1996-97) en Man in Blankets (2000)), maar dat is opgeslagen in het depot. Ander werk is tijdelijk te zien geweest in de Kunsthal Rotterdam als onderdeel van de tentoonstelling Hyperrealisme Sculptuur uit 2018.
Van 29 juni - 17 november 2024 toont Museum Voorlinden 15 werken van Ron Mueck in een solotentoonstelling, waaronder En Garde (2023) en Mass (2016-2017). 